# Territorium Neuguinea

Fahne des Territoriums von Neuguinea

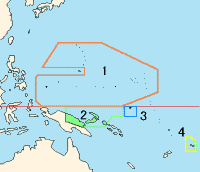
2 – Australisches Mandatsgebiet Neuguinea

Das Territorium Neuguinea (engl.: Territory of New Guinea) entstand 1920 aus der ehemals deutschen Kolonie Deutsch-Neuguinea. Es wurde von Australien als Mandat des Völkerbundes unter der Bezeichnung Australian Mandated Territory of New Guinea verwaltet. Das Territorium umfasste mit den Provinzen Enga, Western Highlands, Simbu und Eastern Highlands; sowie West Sepik, East Sepik, Madang und Morobe; und Bougainville, West New Britain, East New Britain, New Ireland und Manus etwa die Hälfte des heutigen Staatsgebiets von Papua-Neuguinea.

## Erster Weltkrieg

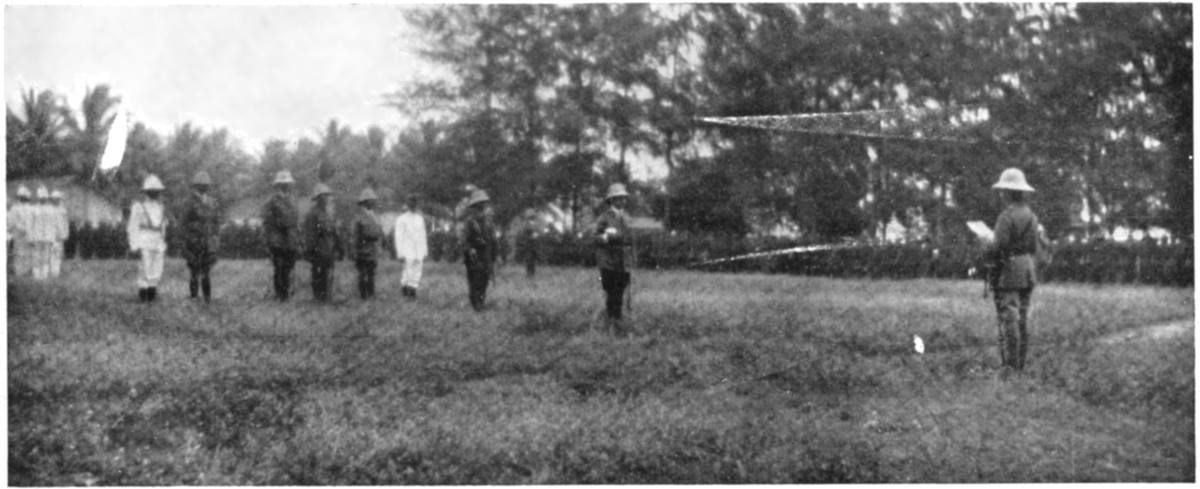
Deutsche Kapitulation vor australischen Streitkräften in Neuguinea, 1914

Gleich zu Beginn des Ersten Weltkriegs besetzte Australien Deutsch-Neuguinea. Nach einem kurzen Gefecht bei Bita Paka kapitulierte am 21. September 1914 die „gesamte deutsche bewaffnete Macht des Schutzgebietes“ – fünf Offiziere, 35 deutsche und 110 melanesische Polizeisoldaten. Die deutschen Plantagenbesitzer, Missionare und Verwaltungsbeamten blieben vorerst weitgehend unbehelligt. Die australische Militäradministration beabsichtigte, den ökonomischen Nutzen Neuguineas als zukünftige australische Besitzung durch die möglichst unbehinderte Fortführung der deutschen Pflanzungen zu erhalten. 1916 ergangene Aufforderungen aus Großbritannien, die deutschen Firmen zu enteignen, wurden von der australischen Bundesregierung abgelehnt. Der Eigentumsanspruch der deutschen Siedler blieb bis 1918 unangetastet.
Am 24. Januar 1919 verhandelten die Siegermächte des Ersten Weltkriegs auf der Pariser Friedenskonferenz über die Zukunft der deutschen Kolonien. Am 7. Mai 1919 wurden die Mandatsmächte bekannt gegeben. Die Ausfertigung der Mandatsurkunden verzögerte sich wegen eines Streits um die Insel Yap, die von den Vereinigten Staaten beansprucht wurde. Am 17. Dezember 1920 wurde in Genf das Mandat für Australien als sogenanntes „C-Mandat“ über Neuguinea bestätigt. Die Urkunde erreichte Australien am 6. April 1921. Am 9. Mai 1921 wurde die Militäradministration durch eine Zivilverwaltung abgelöst. Völkerrechtlich war damit die deutsche Kolonialherrschaft in Neuguinea beendet.

## Mandatsverwaltung
Der erste zivile Administrator, Brigadier-General Evan Alexander Wisdom, machte Rabaul auf der Insel Neubritannien zur Hauptstadt des australischen Mandatsgebiets Neuguinea. Die deutschen Siedler im Territorium Neuguinea wurden ab 1921 enteignet und nach Deutschland ausgewiesen, nur einige wenige Deutsche durften verbleiben.
Die dynamische wirtschaftliche Entwicklung der ehemals deutschen Kolonie, die während der Amtszeit des Gouverneurs Albert Hahl eingetreten war, stagnierte wegen der Enteignungen. Etwa 268 Plantagen, 20 größere Geschäfte, Werkstätten und Betriebsanlagen wurden an neue Eigentümer verkauft. Viele der neuen Plantagenbesitzer, oftmals ehemalige australische Soldaten, hatten wenige Erfahrungen mit der Landwirtschaft unter tropischen Klimabedingungen.
Ursprünglich sollten auch die deutschen Missionare ausgewiesen werden. Durch die Einflussnahme amerikanischer und australischer Lutheraner konnten die Neuendettelsauer Missionare jedoch ihre Arbeit fortführen und durften ab 1928 auch wieder nach Neuguinea einreisen. Betroffen von der geplanten Ausweisung waren auch die Steyler Missionare und Steyler Missionsschwestern. Für den Verbleib der deutschsprachigen katholischen Missionare, aus den Orden der Herz-Jesu Missionare (MSC), Maristen (SM) und der Gesellschaft des Göttlichen Wortes (SVD) setzte sich vor allem der Apostolische Delegat in Australien, Erzbischof Bartolomeo Cattaneo (1866–1933), der von 1917 bis 1933 dieses Amt in Australien innehatte, ein. Auch die Erzbischöfe von Sydney und New York richteten Appelle an die australische und amerikanische Regierung und baten darum, dass die Ausweisungspläne zurückgenommen würden. Bis heute arbeiten deutsche Missionare der protestantischen Neuendettelsauer Mission und der katholischen Herz-Jesu- und Steyler Missionare in Papua-Neuguinea.
Ab 1926, nach dem Eintritt Deutschlands in den Völkerbundsrat, konnten Deutsche nicht mehr aus dem Gebiet eines Völkerbundsmandats ausgewiesen werden. In den 1930er Jahren gab es im Mandatsgebiet Neuguinea 4500 Ausländer, viermal mehr als in Papua, darunter 1000 Chinesen und 400 Deutsche.
1921 wurde in Wau Gold gefunden. Einige Jahre später strömten Goldsucher infolge des Goldrausches über den Hafen Salamaua nach Wau. 1926 wurde ein weiteres, ertragreicheres Goldfeld am Edie Creek in der Nähe von Wau gefunden. Da es noch keine Straßen gab und der Transport über Bergpfade sehr mühsam für die Goldsucher war, wurde das Einfliegen der schweren Gerätschaften notwendig. In den Jahren 1937 und 1938 wurde von den Firmen Bulolo Gold Dredging & Co und Guinea Airways mit vier Junkers G 31 Frachtflugzeugen zwischen Lae und Wau mehr Luftfracht bewegt, als in der gesamten restlichen Welt zusammen.
Der Administrator Evan Alexander Wisdom wurde am 13. Juni 1933 durch Brigadier General Thomas Griffiths abgelöst. Am 13. September 1934 folgte Griffiths Brigadier General Walter Ramsay McNicoll.

## Zweiter Weltkrieg
Nach Beginn des Zweiten Weltkriegs wurden die deutschen Missionare interniert. In Rabaul führten die Ausbrüche des Vulkans Mount Tavurvur und seines Nachbargipfels Matupit auf der Vulcan-Insel am 29. Mai 1937 zu umfangreichen Zerstörungen der Infrastruktur und machten die Stadt fast unbewohnbar. Der Sitz der Verwaltung des Territoriums wurde nach Lae auf der Insel Neuguinea verlegt. Als Lae am 20. Januar 1942 durch einen japanischen Luftangriff zerstört wurde, verlegte Administrator McNicoll die Verwaltung nach Wau. McNicoll erkrankte an Malaria und musste Ende 1942 von seinem Amt zurücktreten.
Seit der Einnahme Rabauls am 23. Januar 1942 hatten japanische Invasionstruppen große Teile von Neuguinea sowie die Inseln des Bismarckarchipels besetzt. Rabaul wurde von den Japanern zu ihrer Hauptnachschubbasis im Pazifikkrieg ausgebaut. Im Juni 1943 begann mit der Operation Cartwheel die Zurückgewinnung Neuguineas. Nach der japanischen Kapitulation im August 1945 ergaben sich im Gebiet Rabaul 83 000 japanische Soldaten den australischen Streitkräften.

## Nachkriegszeit
Das Territorium Neuguinea wurde 1946 als Treuhandgebiet der UN an Australien gegeben. 1949 wurden die beiden ehemals britischen und deutschen Landesteile Territorium Papua und Territorium Neuguinea zum Territorium Papua und Neuguinea zusammengeschlossen.

## Administratoren
1. William Holmes, 12. September 1914 – 8. Januar 1915
2. Samuel Augustus Pethebridge, 8. Januar 1915 – 21. Oktober 1917
3. Seaforth Simpson MacKenzie (amtierend), 21. Oktober 1917 – 21. April 1918
4. Johnston, George Jameson, 21. April 1918 – 1. Mai 1920
5. Thomas Griffiths, 1. Mai 1920 – 21. März 1921
6. Evan Alexander Wisdom, 21. März 1921 – 13. Juni 1933
7. Thomas Griffiths (amtierend, zweite Amtszeit), 13. Jun 1933 – 12. September 1934
8. Walter Ramsay McNicoll, 12. September 1934 – Dezember 1942